# الطائشة (فلم)
الطائشة هو فيلم مصري إنتاج 1946، إخراج إبراهيم عمارة وبطولة فاطمة رشدي، حسين رياض، يحيى شاهين.

## قصة الفيلم
لواحظ (فاطمة رشدي) فتاة فقيرة متطلعة تعيش مع أبيها منصور (حسن كامل) وزوجة أبيها عيشة (ماري منيب) صاحبة المنزل المتسلطة التي تعامل لواحظ بقسوة وغلظة كما تقسو على زوجها منصور لأنه عاطل يبتزها ليكمل أبحاثه رغم جهله في البحث عن حجر الفلاسفة لتحويله إلى ذهب. يقطن بيتهم سامي (يحيى شاهين)، الطالب بالسنة النهائية، والذي يحب لواحظ، وهو في رعاية أخيه الكبير كامل (حسين رياض). يعمل كامل أفندي في مصنع شاكر بيه بكل جد وإخلاص، ويقوم بتطوير الإنتاج حتى كتب للمصنع النجاح والازدهار. يمرض شاكر بيه ويموت ويكتب في وصيته نصف المصنع لكامل ليضمن استمرار النجاح، والنصف الآخر لإبنته سميرة (أمينة شريف) التي ترحب بوصية أبيها. تعاني سميرة من الوحدة، فيطلب كامل من لواحظ العيش معها في القصر، والتي تنبهر بحياة الأغنياء وتتطلع لمثل هذا الثراء. يتخرج سامي، ويتأهب لاستلام عمله بالقاهرة، ولكنه يجد صدًا من لواحظ التي قارنت بين حبها وحياتها مع سامى وبين تطلعها للثراء، فتنصب شباكها نحو أخيه كامل الذي ورث ثروة، فتقنعه أنها تحبه رغم سنه المتقدمة كثيراً عليها، ويصدقها كامل ويتزوجها، ويفضل سامي الهروب بالسفر إلى السودان للعمل بعيدًا عن لواحظ. يحضر فريد (محمود المليجي) خطيب سميرة من الخارج، ويتزوجها ويدير المصنع مع كامل. تبحث لواحظ عن شاب ليشبع رغباتها، فتجد أمامها فريد فتقيم معه علاقة بمساعدة صديقة السوء لطيفة هانم (زوزو شكيب)، وتبدأ لواحظ في ابتزاز أصحاب المصنع كامل زوجها وفريد عشيقها، ليصبح لديها الكثير من المال والمجوهرات وفيلا وسيارة فخمة، مما أرهق خزينة المصنع، خاف سيد أفندي (منسي فهمي) الموظف بالمصنع وصديق كامل المسافر للخارج لعمل أبحاث، فيرسل خطابًا إلى سامي بالسودان للحضور لإنقاذ شرف أخيه والذي يحضر ويواجه لواحظ بخيانتها لزوجها وتخدعه بالكذب بأن كامل أقنعها بحبه، وأن سامى لو تزوجها سيقتل من بعض أهله، وأنها وافقت على الزواج من أخيه من أجل إنقاذ حياته هو، وأقسمت عليه أنها سوف تنتحر إذا لم يحاول إنقاذها، فتركها ثم أرسل لها خطابًا يطلب منها الهروب معه إلى السودان، ولكنها أمسكت بالخطاب دليلا على خيانته لأخيه، وهددته إن لم يصمت ستظهر الخطاب لأخيه، فعاد مرة أخرى للسودان. علم كامل بأمر خيانة زوجته وشريكه فريد، فإستولى على كل ما تملك لواحظ لإنقاذ المصنع من الديون، ثم طلقها وطردها في الشارع وقام بفضح شريكه فريد أمام الجميع، وقام بطرد لطيفة هانم آس الفساد والتي انتقمت منه بأن أرسلت إليه خطاب سامي إلى لواحظ، فقام بطرد أخيه ومقاطعته. إسودت الدنيا في وجه لواحظ، وعملت بالصالات الليلية، وباعت جسدها لمن يدفع، وتدهورت صحتها، ولكنها ندمت وأرادت أن تفعل خيرًا، فلجأت إلى كامل، وقصت عليه خداعها لسامي حتى فرقت بينهما، وطلبت منه أن يعيد أخيه إليه مرة أخرى، ثم تناولت السم وماتت منتحرة.

## فريق العمل
إخراج: إبراهيم عمارة
تأليف:
- يوسف جوهر (قصة وحوار')
- إبراهيم عمارة (سيناريو وحوار)

إنتاج: فاطمة رشدي
بطولة:
- فاطمة رشدي
- حسين رياض
- يحيى شاهين
- محمود المليجي
- ماري منيب
- منسي فهمي
- زوزو شكيب
- حسن كامل
- أمينة شريف
- رياض القصبجي
- زكي إبراهيم

## روابط خارجية
- مقالات تستعمل روابط فنية بلا صلة مع ويكي بيانات